# Giovanni Crema
Giovanni Crema (Belluno, 3 ottobre 1947) è un politico italiano.

## Biografia
Sindaco di Belluno per un quadriennio con il Partito Socialista Italiano, diventa parlamentare dei Socialisti Italiani nel 1996 alla Camera dei deputati, dove guida la componente socialista nel gruppo misto anche dopo la trasformazione in SDI.
Durante la XIV legislatura è presidente della Giunta delle elezioni e delle immunità parlamentari del Senato. In tale veste fu da lui riscontrato che "la verbalizzazione delle operazioni di scrutinio ha creato problemi che hanno avuto una ricaduta seria sul lavoro della Giunta: i Documenti III, nn. 1 e 2 - con cui in questa legislatura la Giunta ha proposto l’annullamento delle elezioni di due senatori, ricevendo il conforto dell’Assemblea - hanno fatto emergere gli errori materiali che, in fase di redazione del verbale delle operazioni ovvero di trascrizione dei risultati nel verbale circoscrizionale, possono falsare il conteggio complessivo dei voti conseguiti da ciascun candidato e, conseguentemente, portare alla erronea proclamazione di un candidato diverso da quello che avrebbe titolo ad essere eletto senatore"; perciò sotto la sua gestione la Giunta "richiese quanto meno l’utile trasmissione elettronica dei dati dei verbali circoscrizionali agli uffici parlamentari incaricati della verifica dei poteri, mediante un’omogeneità di ambienti informatici", iniziando una riflessione sull'utilità dell'informatica nell'apparato elettorale per la prima volta confermata "dalla legge di bilancio per il 2018 (al comma 1123 dell’articolo 1)".
Nella XV legislatura è componente dell'Ufficio di Presidenza della Lega delle autonomie locali.
Nel 2005 presenta la relazione parlamentare sul caso Antonveneta e le intercettazioni dei senatori: si trattò della prima riflessione intorno ad una guarentigia "di difficile gestione (vista la natura di atti a sorpresa di queste misure)", riflessione in buona parte confermata dalla successiva sentenza n. 390 del 2007 sulla Legge Boato.